# Thì hiện tại đơn
Thì hiện tại đơn (tiếng Anh: Simple present hoặc Present simple) là một thì trong tiếng Anh hiện đại. Thì này diễn tả một hành động chung chung, tổng quát lặp đi lặp lại nhiều lần hoặc một sự thật hiển nhiên hoặc một hành động diễn ra trong thời gian hiện tại.
Nó được gọi là simple (đơn giản) vì cấu trúc hình thành bao gồm một từ đơn (như write hoặc writes), khác với các thì hiện tại khác như thì hiện tại tiếp diễn (is writing) và thì hiện tại hoàn thành (has written).
Đối với chủ ngữ I/You/We/They thì động từ khi sử dụng thì này sẽ là dạng nguyên mẫu, không chia. Ngược lại, đối với các chủ ngữ ở ngôi thứ 3 số ít như She/He/It thì chia động từ bằng cách thêm đuôi -s hoặc -es ở cuối động từ. Đuôi -es được sử dụng với các từ có tận cùng là "o","ch","sh","x","s","z".
Riêng động từ tận cùng bằng " y " mà trước là một phụ âm thì đổi " y " thành " i " rồi mới thêm đuôi '' es ''.

## Cách dùng
- Diễn tả sự việc lặp đi lặp lại hàng ngày.
- Diễn tả thói quen lặp đi lặp lại.
- Diễn tả một chân lý, sự thật hiển nhiên.
- Suy nghĩ và cảm xúc tức thời.
- Diễn tả một kế hoạch sẽ xảy ra trong tương lai gần nhưng có lịch trình và thời gian biểu cụ thể.

## Cấu trúc

### Động từ thường
- Khẳng định (+): S + V (s/es) .
- Phủ định (-): S + do/does + not + V.
- Nghi vấn (?): 
  - Câu hỏi Yes/No question: Do/Does (not) + S + V + O?
  - Câu hỏi WH- / H- question: WH- word / H- word + do/does (not) + S + V + O?

### Động từ to be
- Khẳng định (+): S + am/is/are + N/Adj + O.
- Phủ định (-): S + am/is/are + not + N/Adj + O.
- Nghi vấn (?):
  - Câu hỏi Yes/No question: Am/Is/Are + S + N/Adj + O?
  - Câu hỏi WH- / H- question: WH- word / H- word+ am/is/are  + S + N/Adj + O?

Trong đó:
N= Noun: danh từ
Adj= Adjective: tính từ
S = Subject: chủ ngữ
V = verb: động từ

## Dấu hiệu nhận biết
- "EVERY": Every day, every month,, every year ,...:mỗi: mỗi ngày, mỗi tháng ,  mỗi năm,...
- Once a day, twice a week,...: một lần trong một ngày, hai lần trong một tuần
- Always, usually, often, sometimes, rarely or seldom, never: Luôn luôn, thông thường, thường xuyên, đôi khi, hiếm khi hoặc hiếm khi, không bao giờ
- In the morning, in the afternoon, in the evening: Vào buổi sáng, buổi chiều, buổi tối
- TODAY: hôm nay

## Các câu ví dụ
1. Does She go to school?  Cô ấy có đi học không? (Đây là câu nghi vấn, vì vậy, động từ không cần phải chia)
2. The Sun rises in the East. Mặt Trời mọc ở hướng Đông (một sự thật hiển nhiên cho nên phải dùng thì hiện tại đơn)
3. He doesn't/does not go to school. Anh ấy không đi đến trường (Thêm trợ động từ + not trong câu phủ định)